# Euryglossa subfusa
Euryglossa subfusa är en biart som beskrevs av Cockerell 1910. Euryglossa subfusa ingår i släktet Euryglossa och familjen korttungebin. Inga underarter finns listade i Catalogue of Life.

## Bildgalleri

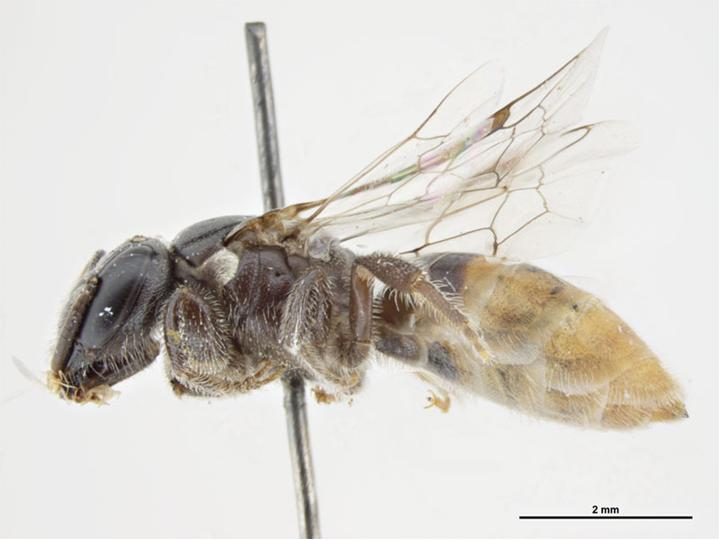